# MáTa
MáTa je smíšený pěvecký sbor založený v roce 1992 Zorou Krásnou. Sestává obvykle z rodičů a přátel dětí studujících v Základní umělecké škole v Klapkově ulici v Praze 8-Kobylisích. Sbor je členem Unie českých pěveckých sborů. Jeho ředitelem je Jan Rejšek a sbormistryní Helena Velická.

## Historie
Impulsem k založení sboru bylo nacvičování České mše vánoční od Jakuba Jana Ryby ve spolupráci Zory Krásné se symfonickým orchestrem kobyliské základní umělecké školy, jejž vedla. Z důvodu nedostatku vlastních zpěváků pro sólové party, angažovala paní Krásná rodiče studentů školy. Po provedení Rybovy mše rodiče projevili přání k další spolupráci a pod vedením Zory Krásné sbor spolu se školním symfonickým orchestrem nastudoval a provedl na koncertech ve Španělském sále Pražského hradu a ve Dvořákově síni pražského Rudolfina několik skladeb, například Carmina Burana Carla Orffa či Te Deum Antonína Dvořáka.
Sbor MáTa též hostil v Praze německý Sbor Buxtehude z Bad Oldesloe, s nímž vystoupil na společném koncertě v Míčovně Pražského hradu. Spolupracoval také se sborem Ference Liszta z Budapešti.
V letech 2001 až 2003 se ve vedení sboru střídali Pavel Bělík s Janem Svejkovským, pod jehož vedením sbor vystoupil v pražském Rudolfinu na koncertě u příležitosti 50. výročí založení Základní hudební školy v Praze 8. K tomuto výročí vydala škola CD, na němž se sbor také umělecky podílel.
Mezi roky 2003 a 2006 vedla sbor paní Zuzana Krušinová, s níž sbor vystupoval například na zájezdu do Szegedu v Maďarsku nebo do českých vesnic v rumunském Banátu.
Během podzimu 2006 vystřídala ve vedení sboru stávající sbormistryni paní Helena Velická. Pod jejím vedením sbor nastudoval Dvořákovu mši D dur (zvanou Lužanská) pro Společnost Antonína Dvořáka na vzpomínkovém koncertě u příležitosti 135. výročí svatby Antonína Dvořáka s Annou Čermákovou v pražském kostele sv. Petra na Poříčí. Vedle toho sbor nastudoval též Requiem Wolfganga Amadea Mozarta. Sbor pod patronací Daniela Hůlky vystupuje také v kostele svatého Jiří v Aldašíně.
Na pozvání pěveckého sboru z francouzského města Pau se MáTa účastnila koncertního turné v Akvitánii. Vedle zoho spolupracuje i se sbory ze švédské Skary či z Kórið hjá Jóhan na Faerských ostrovech.

## Přehled sbormistrů
- 1992 až 2001 – manželé Zora a Zdeněk Krásní
- 2001 až 2003 – Pavel Bělík a Jan Svejkovský
- 2003 až 2006 – Zuzana Krušinová
- od 2006 – Helena Velická

## Kompaktní disk
V říjnu 2012 vydal sbor své první studiové CD nazvané „První inventura“. Pokřtěno bylo na koncertě u příležitosti 20. výročí založení pěveckého sboru, který se konal 13. října 2012 v Betlémské kapli v Praze. Jeho obsahem jsou skladby:
1. Orlando di Lasso – Madonna mia, pietà
2. Orlando di Lasso – Jubilate Deo
3. Jan Zach – O magnum martyrium
4. Wolfgang Amadeus Mozart – Ave verum corpus
5. Wolfgang Amadeus Mozart – Sanctus (z Requiem)
6. Antonín Rejcha – Te Deum
7. César Franck – Čtvrté slovo (z kantáty Sedm slov Kristových na kříži)
8. Vic Nees – Easter (z cyklu Sedm madrigalů)
9. Antonín Dvořák – Kdyby byla kosa nabróšená (z cyklu Moravské dvojzpěvy)
10. Antonín Dvořák – Slavíkovský polečko malý (z cyklu Moravské dvojzpěvy)
11. Bohuslav Martinů – Aj, stupaj (z cyklu České madrigaly)
12. Jede sedlák (lidová v aranžmá Zdeňka Lukáše)
13. Pod dubem, za dubem (lidová v aranžmá Antonína Tučapského)
14. Chodila Maryška (lidová v aranžmá Milana Uherka)
15. Zdeněk Lukáš – Rembrandt (z cyklu Pocta tvůrcům)
16. George Gershwin – Embraceable You (v aranžmá Jana Johanssona)
17. Jakob Handl-Gallus – Musica
18. Bedřich Smetana – Česká píseň